# تيتسويا تاكاهاشي (ملحن)
تيتسويا تاكاهاشي (باليابانية: 高橋哲哉؛ بالكانا: たかはし てつや) هو ملحن ياباني، ولد في 18 نوفمبر 1966 في شيزوكا في اليابان.

## وصلات خارجية
- تيتسويا تاكاهاشي على موقع IMDb (الإنجليزية)
- تيتسويا تاكاهاشي على موقع ميوزك برينز (الإنجليزية)